# Kattekyathanahalli, Krishnarajpet
Kattekyathanahalli là một làng thuộc tehsil Krishnarajpet, huyện Mandya, bang Karnataka, Ấn Độ.